# Septic Flesh
Septicflesh es una banda griega de death metal sinfónico con influencias de doom metal y metal gótico procedente de Atenas, Ática, fundada en 1990.

## Historia
Septicflesh fue formada en marzo de 1990 por Sotiris Vayenas (guitarra), Spiros Antoniou (bajo y voz), y Christos Antoniou (guitarra), y rápidamente publicaron el (EP) Temple of the Lost Race en diciembre de 1991 con Black Power Records. La banda grabó su primer álbum de estudio, Mystic Places of Dawn, en abril de 1994 en los estudios Storm con la coproducción de Magus Wampyr Daoloth (que anteriormente había sido teclista de Rotting Christ). Luego comenzaron a trabajar en un nuevo álbum para 1995 y lo llamaron Esoptron. Fue producido por Septic Flesh y George Zacharopoulos, grabado y mezclado en Storm Studios en marzo y abril de 1995, masterizado por Sonic Contact (Francia) y lanzado por Holy Records.
La formación de la banda entre 1991 y 1997 fue estable, pero en The Ophidian Wheel (1997) y en A Fallen Temple (1998) una vocalista femenina, Natalie Rassoulis, fue añadida. El grupo se separó en octubre de 2003, y los miembros formaron distintos proyectos.[cita requerida].
El 19 de febrero de 2007, Septic Flesh anunció una reunión para el Festival Greece's Metal Healing con Orphaned Land, Rage y Aborted, que tuvo lugar del 20 al 22 de julio.
El 3 de abril de 2007, Blabbermouth.net informó que la banda se reunió para un séptimo CD de larga duración, para el sello discográfico francés Season of Mist. Según el guitarrista y compositor Christos Antoniou, el lanzamiento presentaría una orquesta completa y un coro, con un total de 80 músicos y 32 cantantes. Septic Flesh finalizó el nuevo álbum, Communion, en Studio Fredman en Suecia; fue lanzado en marzo de 2008.
El 24 de diciembre de 2010, la banda lanzó el sencillo "The Vampire From Nazareth", y un nuevo álbum, llamado The Great Mass, se lanzaría el 18 de abril en Europa y el 19 de abril en los Estados Unidos.
El 12 de febrero de 2014, la banda lanzó detalles sobre Titan. El álbum fue lanzado en junio de 2014. El 15 de diciembre de 2014, se anunció que Kerim "Krimh" Lechner se había unido a Septicflesh como su nuevo baterista, tras la reciente salida de su antiguo baterista, Fotis Benardo (también conocido como Fotis Gianakopoulos).
En una entrevista de junio de 2016 se declaró que, desde principios de 2016, Septicflesh había estado trabajando en su décimo álbum de estudio, programado para lanzarse hacia la primavera de 2017. A principios de junio de 2017, los miembros de la banda afirmaron que el décimo álbum de Septicflesh, titulado Codex Omega, se lanzaría oficialmente el 1 de septiembre de 2017. Al igual que el álbum anterior, Titan, Codex Omega fue lanzado a través de Prosthetic Records.

## Reunión
El 19 de febrero de 2007, Septicflesh anunció su reunión en el festival griego Metal Healing Festival con bandas como Orphaned Land, Rage y Aborted, entre el 20 y el 22 de julio.
El 3 de abril de 2007, Blabbermouth.net informó que la banda se preparaba para grabar su séptimo disco de estudio, con la discográfica francesa Season of Mist. El guitarrista Christos Antoniou desveló que contaría con una orquesta y un coro, 80 músicos y 32 cantantes. El nuevo álbum, Communion, fue publicado en abril de 2008.
A finales de 2010 fue publicado el primer sencillo The Vampire From Nazareth de su más reciente álbum The Great Mass, que salió a la venta en abril.
El grupo anuncia a finales de 2014 la salida de su hasta entonces baterista, Fotis Giannakopoulos. Posteriormente, a mediados de diciembre del mismo año, se anuncia a Kerim "Krimh" Lechner como su sucesor.

## Cambio de nombre
El cambio de nombre de la banda de Septic Flesh a Septicflesh fue confirmado por Christos en una entrevista de Lords of Metal, alegando que así a pesar de que significa lo mismo se ve mejor.

## Miembros
Actuales
- Sotiris Vayenas - guitarra, voz limpia (1990-2003, 2007-)
- Spiros "Seth" Antoniou - voz gutural, bajo (1990-2003, 2007-)
- Christos Antoniou - guitarra, orquestación (1990-2003, 2007-)
- Kerim "Krimh" Lechner - batería (2014-)

Colaboraciones
- Psychon - Guitarra (2011-)
- Androniki Skoula (Chaostar) - mezzo-soprano (2011)
- Iliana Tsakiraki (Enemy of Reality, ex-Meden Agan) - soprano (2011)

Anteriores
- Alexander Haritakis - guitarra (2002-2003)
- Akis "Lethe" Kapranos - batería (1999-2002)
- Kostas Savvidis - batería de sesión (1997-1998)
- George "Magus Wampyr Daoloth" Zaharopoulos - teclados (2000-2002)
- Bob Katsionis - teclados (2003)
- Natalie Rassoulis - vocalista soprano (1997-1998)
- Stelios Mavromitis - guitarra (2008-2009)
- Fotis Giannakopoulos - batería (2003, 2007-2014)

## Discografía
Álbumes de estudio
- 1994: Mystic Places of Dawn
- 1995: Esoptron
- 1997: Ophidian Wheel
- 1998: A Fallen Temple
- 1999: Revolution DNA
- 2003: Sumerian Daemons
- 2008: Communion
- 2011: The Great Mass
- 2014: Titan
- 2017: Codex Omega
- 2022: Modern Primitive

EP
- 1991: Temple of the Lost Race
- 1998: The Eldest Cosmonaut
- 2025: Amphibians

Álbumes recopilatorios
- 1999: Forgotten Paths
- 2017: Entering Astral Realms

Singles y Demos
- 1991: Forgotten Path (Demo)
- 1993: Morpheus Awakes (Demo)
- 2010: The Vampire from Nazareth (Single)